# Liste der Monuments historiques in Saint-Mard (Charente-Maritime)
Die Liste der Monuments historiques in Saint-Mard (Charente-Maritime) führt die Monuments historiques in der französischen Gemeinde Saint-Mard auf.

## Liste der Objekte
| Bezeichnung   | Beschreibung          | Standort                       | Kennzeichnung | Schutzstatus | Datum | Bild |
| ------------- | --------------------- | ------------------------------ | ------------- | ------------ | ----- | ---- |
| Wandmalereien | 12. Jahrhundert       | in der Kirche St-Médard (Lage) | PM17000406    | Classé       | 1954  |      |
| Glocke        | Bronze, 1641 gegossen | in der Kirche St-Médard (Lage) | PM17002052    | Inscrit      | 2004  |      |